# Aïcha Ben Ahmed
Aïcha Ben Ahmed (en árabe: عائشة بن أحمد‎; nacida el 7 de febrero de 1989) es una actriz de cine, teatro y televisión tunecina. Ha participado en películas egipcias como Saint Augustin, La cellule y Zizou.

## Biografía
Nacida el 7 de febrero de 1989, Ben Ahmed es hija de un capitán de Tunisair. Debido a esto, viajó obteniendo boletos gratis. Siendo aún joven, bailó en el grupo Sihem Belkhodja antes de estudiar artes gráficas y publicidad en la Ecole d'Art et de Décoration de Túnez. Comenzó su carrera como actriz en 2010, participando en un pequeño papel en el largometraje Histoires tunisiennes de Nada Mezni Hafaiedh. Al año siguiente se le asignó un papel en la película siria Mon dernier ami dirigida por Joud Said.

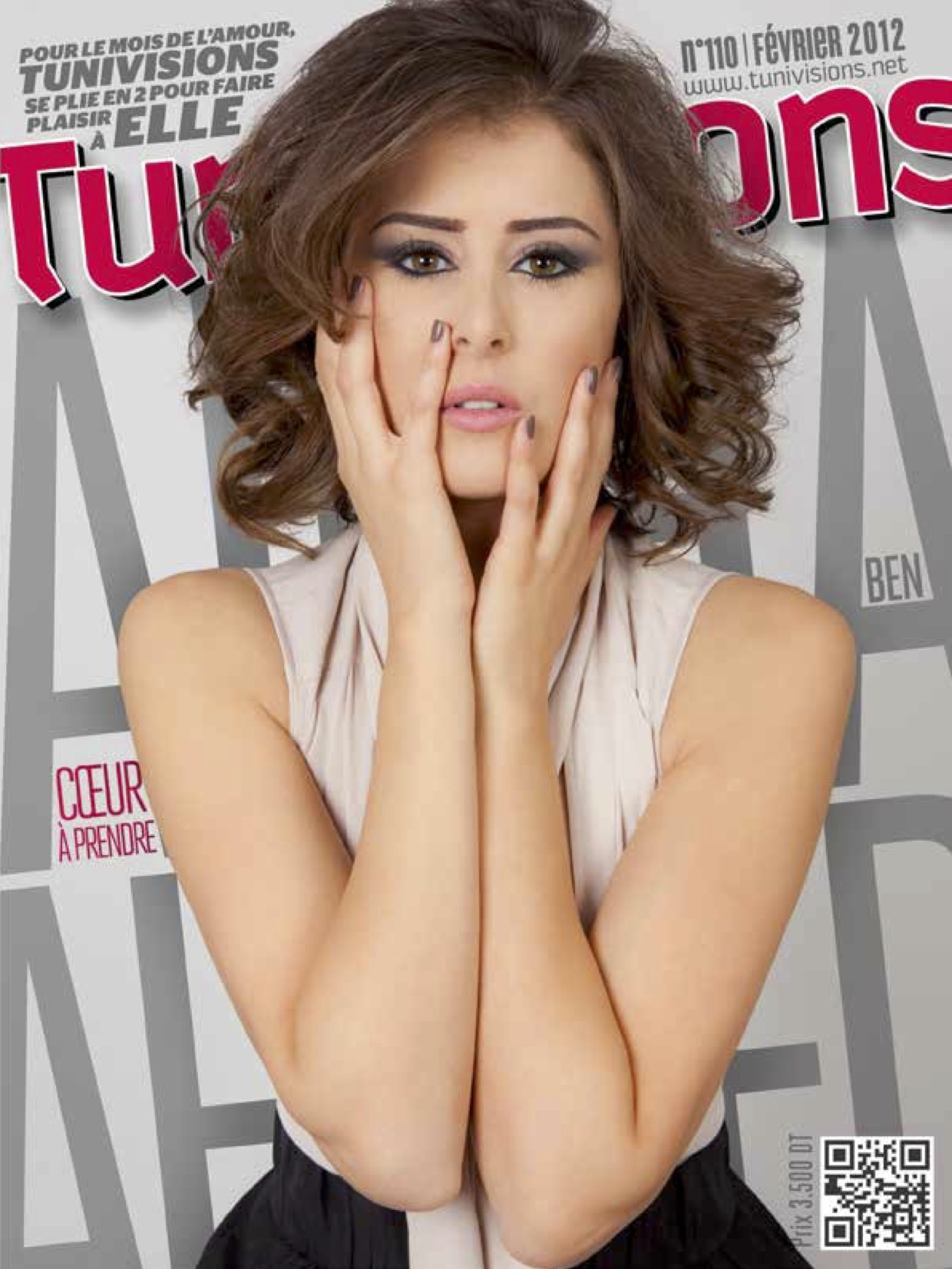
Ben Ahmed en la portada de Tunivisions de febrero de 2012

En 2012, interpretó a Nadia en la serie de televisión Pour les beaux yeux de Catherine. Luego dio vida a Zohra en el largometraje tunecino de Mohamed Damak Jeudi après-midi (2013).
Viajó a Egipto en 2015 para participar en la serie de televisión Les Mille et une nuits de Raouf Abdel Aziz. Posteriormente, interpretó a la heroína en Narcisse de Sonia Chamkhi. Luego, ganó el premio a la mejor actriz en el Festival de Cine de Alhucemas de 2016 en Marruecos. También actuó en Ziou o Parfum de printemps de Férid Boughédir, que recibió el premio a la "mejor película" en el Festival de Cine de El Cairo 2016.
En 2017 en Egipto, en 2017, interpretó a Nuha en la película The Cell de Tarek Al Eryan. También ha protagonizado dos series de televisión egipcias: como Laila en Aigle de la Haute Egypte, por la que tuvo que practicar el acento local, y en Flèches filantes donde interpretó a una terrorista.

## Filmografía

### Películas
- 2011 : Historias de Túnez (en árabe: حكايات تونسية‎) de Nada Mezni Hafaiedh
- 2012 : Mon dernier ami (en árabe: صديقي الأخير‎) de Joud Saïd
- 2013 : Jeudi après-midi de Mohamed Damak
- 2015 : Narcisse (en árabe: عزيز روحو‎)[11] de Sonia Chamkhi
- 2016 : Parfum de printemps [12] de Férid Boughedir
- 2017 : San Agustín, le fils de ses larmes de Samir Seïf
- 2017 : La celda de Tarek Al Eryan
- 2017 : Flèches filantes
- 2019 : El dinero [13] de Said El Marouk

### Televisión
- 2012 : Pour les beaux yeux de Catherine (en árabe: لأجل عيون كاترين‎) por Hamadi Arafa : como Nadia
- 2013 : Njoum Ellil (temporada 4) de Mehdi Nasra[3]
- 2015 : Alf Leila wa Leila (en árabe: الف ليله وليله‎) de Raouf Abdel Aziz[14]
- 2016 : Shehadet Melad ( en árabe: شهادة ميلاد‎) de Ahmed Medhat[15]
- 2019 : Al Seham Al Mareqa (árabe : السهام المارقة)
- 2021 : La cuna de Newton